# Cylindromyia aberrans
Cylindromyia aberrans är en tvåvingeart som först beskrevs av Villeneuve 1936.  Cylindromyia aberrans ingår i släktet Cylindromyia och familjen parasitflugor. Inga underarter finns listade i Catalogue of Life.